# Leptoglossum polycephalum
Leptoglossum polycephalum är en svampart som först beskrevs av Giacopo Bresàdola, och fick sitt nu gällande namn av Meinhard (Michael) Moser 1967. Leptoglossum polycephalum ingår i släktet Leptoglossum och familjen Tricholomataceae.   Inga underarter finns listade i Catalogue of Life.